# Говард Нільсен
Говард Нільсен (норв. Håvard Nielsen, нар. 15 липня 1993, Осло) — норвезький футболіст, нападник німецького клубу «Ганновер 96».
Виступав, зокрема, за клуби «Волеренга», «Ред Булл» та «Фортуна» (Дюссельдорф), а також національну збірну Норвегії.

## Клубна кар'єра
Народився 15 липня 1993 року в місті Осло. Вихованець юнацьких команд футбольних клубів Oppsal та «Волеренга». 5 жовтня 2009 року в матчі проти «Вікінга» він дебютував за основний склад останнього, вийшовши на заміну в кінці зустрічі. Ця гра так і залишилась єдиною для гравця того року. З сезону 2011 року Нільсен став основним футболістом команди. 19 березня у поєдинку проти «Вікінга» він забив свій перший гол за клуб. 11 липня 2012 року в зустрічі проти «Одд Гренланда» Говард зробив хет-трик. Загалом за чотири сезони Нільсен взяв участь у 46 матчах чемпіонату за рідну команду.

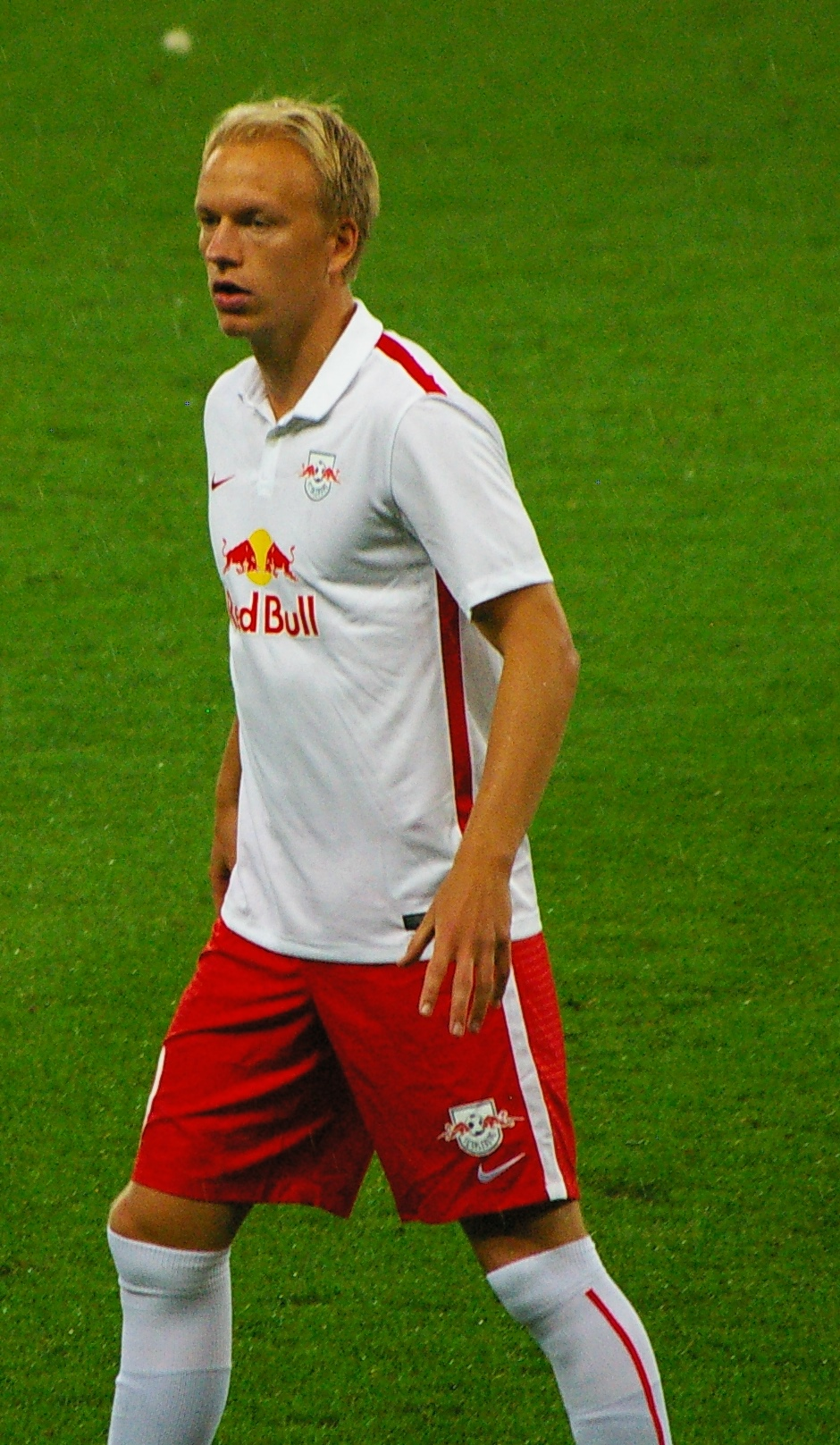
Говард Нільсен під час виступів за «Ред Булл». 2015 рік.

У липні 2012 року Нільсен перейшов до австрійського «Ред Булла» (Зальцбург). Сума трансферу становила 2,8 млн євро. 4 серпня в матчі проти «Вольфсбергера» він дебютував в австрійській Бундеслізі, вийшовши замість Якоба Янчера в кінці зустрічі. 18 серпня в поєдинку проти «Адміри» Нільсен зробив хет-трик.
На початку 2014 року Говард на правах оренди перейшов до німецького «Айнтрахта» (Брауншвейг). 26 січня в матчі проти бременського «Вердера» він дебютував у Бундеслізі. 25 березня в поєдинку проти клубу «Майнц 05» Нільсен забив свій перший гол за новий клуб. Після закінчення сезону «Айнтрахт» вилетів у другу Бундеслігу, але Говард залишився в команді ще на сезон. Там команда посіла лише 5 місце у Другій Бундеслізі і не змогла повернутись в еліту, після чого влітку 2015 року норвежець повернувся до «Ред Була».
На початку 2016 Нільсен перейшов у «Фрайбург». 5 лютого в матчі проти «Бохума» він дебютував за нову команду і за підсумками дебютного сезону Говард допоміг клубу виграти Другу Бундеслігу і вийти до еліти. 10 грудня в поєдинку проти команди «Дармштадт 98» він дебютував за команду в Бундеслізі, однак у вищому дивізіоні Німеччини через його травми норвежець рідко виходив на поле.
В результаті у липні 2017 року Нільсен підписав трирічний контракт із командою Другої Бундесліги «Фортуна» (Дюссельдорф). Цій команді також допоміг стати переможцем другого німецького дивізіону, але і цього разу після виходу команди до еліти втратив місце у основі і другу половину сезону 2018/19 змушений був проводити у другому дивізіоні, граючи в оренді за «Дуйсбург».
26 липня 2019 року Нільсен підписав дворічний контракт з клубом Другої Бундесліги «Гройтер». У сезоні 	2020/21 з 11 голами та 6 асистами Нільсен зіграв вирішальну роль у виході команди Бундесліги, тому з ним продовжили контракт ще на рік. У вищому дивізіоні 2021/22 Нільсен забив 2 голи у 26 іграх, але команда посіла 18 місце і вилетіла з еліти, після чого нападник перейшов у статусі вільного агенда до іншого клубу Другої Бундесліги «Ганновер 96», уклавши дворічну угоду. Станом на 31 грудня 2022 року відіграв за команду з Ганновера 17 матчів в національному чемпіонаті.

## Виступи за збірні
2008 року дебютував у складі юнацької збірної Норвегії (U-15), загалом на юнацькому рівні взяв участь у 52 іграх, відзначившись 16 забитими голами.
Протягом 2012—2015 років залучався до складу молодіжної збірної Норвегії, з якою був учасником молодіжного чемпіонату Європи 2013 року В Ізраїлі. На турнірі Нільсен зіграв у всіх чотирьох матчах, а його команда дійшла до півфіналу. Всього на молодіжному рівні зіграв у 14 офіційних матчах, забив 3 голи.
14 листопада 2012 року дебютував в офіційних матчах у складі національної збірної Норвегії в товариському матчі проти збірної Угорщини (2:0). У цьому ж поєдинку він забив свій перший гол за національну команду. 13 жовтня 2014 року в матчі кваліфікації до чемпіонату Європи 2016 року проти збірної Болгарії (2:1) Говард забив свій другий і останній гол за національну команду.
| Дата       | Місто    | Господарі   | Результат | Гості    | Турнір            | Голи | Примітки |
| ---------- | -------- | ----------- | --------- | -------- | ----------------- | ---- | -------- |
| 14-11-2012 | Будапешт | Угорщина    | 0 – 2     | Норвегія | товариський матч  | 1    |          |
| 7-2-2013   | Севілья  | Україна     | 2 – 0     | Норвегія | товариський матч  | -    |          |
| 5-3-2014   | Прага    | Чехія       | 2 – 2     | Норвегія | товариський матч  | -    |          |
| 27-5-2014  | Сен-Дені | Франція     | 4 – 0     | Норвегія | товариський матч  | -    |          |
| 31-5-2014  | Осло     | Норвегія    | 1 – 1     | Росія    | товариський матч  | -    |          |
| 3-9-2014   | Лондон   | Англія      | 1 – 0     | Норвегія | товариський матч  | -    |          |
| 9-9-2014   | Осло     | Норвегія    | 0 – 2     | Італія   | Відбір до ЧЄ 2016 | -    |          |
| 10-10-2014 | Та-Калі  | Мальта      | 0 – 3     | Норвегія | Відбір до ЧЄ 2016 | -    |          |
| 13-10-2014 | Осло     | Норвегія    | 2 – 1     | Болгарія | Відбір до ЧЄ 2016 | 1    |          |
| 12-11-2014 | Осло     | Норвегія    | 0 – 1     | Естонія  | товариський матч  | -    |          |
| 16-11-2014 | Баку     | Азербайджан | 0 – 1     | Норвегія | Відбір до ЧЄ 2016 | -    |          |
| 28-3-2015  | Загреб   | Хорватія    | 5 – 1     | Норвегія | Відбір до ЧЄ 2016 | -    |          |
| 8-6-2015   | Осло     | Норвегія    | 0 – 0     | Швеція   | товариський матч  | -    |          |
| 6-9-2015   | Осло     | Норвегія    | 2 – 0     | Хорватія | Відбір до ЧЄ 2016 | -    |          |
| Усього     |          | Матчів      | 14        |          | Голів             | 2    |          |